# Julián Usano
Julián Usano Martínez (Museros, 8 de julio de 1976) fue un ciclista español que fue profesional de 2002 a 2003 y llegó a disputar el Giro de Italia y el Tour de Francia.

## Palmarés
- No obtuvo ninguna victoria como profesional.

## Resultados en Grandes Vueltas
| Carrera | Carrera         | 2002 | 2003  |
| ------- | --------------- | ---- | ----- |
|         | Giro de Italia  | —    | 86.º  |
|         | Tour de Francia | —    | 142.º |
|         | Vuelta a España | —    | —     |

―: no participa

Ab.: abandono